# Rurecznicowate
Rurecznicowate, fletnicowate (Aulostomidae) – rodzina drapieżnych, morskich ryb promieniopłetwych z rzędu igliczniokształtnych (Syngnathiformes). W języku polskim nazywane są rurecznicami, fletnicami lub fletami.

## Zasięg występowania
Szeroko rozprzestrzenione w strefie tropikalnej wszystkich oceanów, zwykle w pobliżu raf koralowych.

## Cechy charakterystyczne
Ciało bocznie spłaszczone, mocno wydłużone. Głowa wydłużona na kształt rurki, otwór gębowy zaopatrzony w cienkie, słabe zęby. Na końcu dolnej szczęki występuje mięsisty wąsik. Płetwa grzbietowa dwuczęściowa, pierwsza część złożona z 8–12 pojedynczych, oddzielonych od siebie płetewek opartych na promieniach twardych, druga ciągła, oparta na 23–28 promieniach miękkich, sięgająca nasady ogona. Płetwa odbytowa i płetwy piersiowe są znacznie przesunięte ku tyłowi ciała. Płetwa ogonowa zaokrąglona. Wyraźna linia boczna. Ubarwienie mimetyczne.
Osiągają do 80 centymetrów długości. Żywią się małymi rybami i skorupiakami. Często pływają z głową skierowaną w dół – skośnie lub pionowo. Polują z zasadzki lub zbliżają się do ofiary wykorzystując osłonę większej, niedrapieżnej ryby.

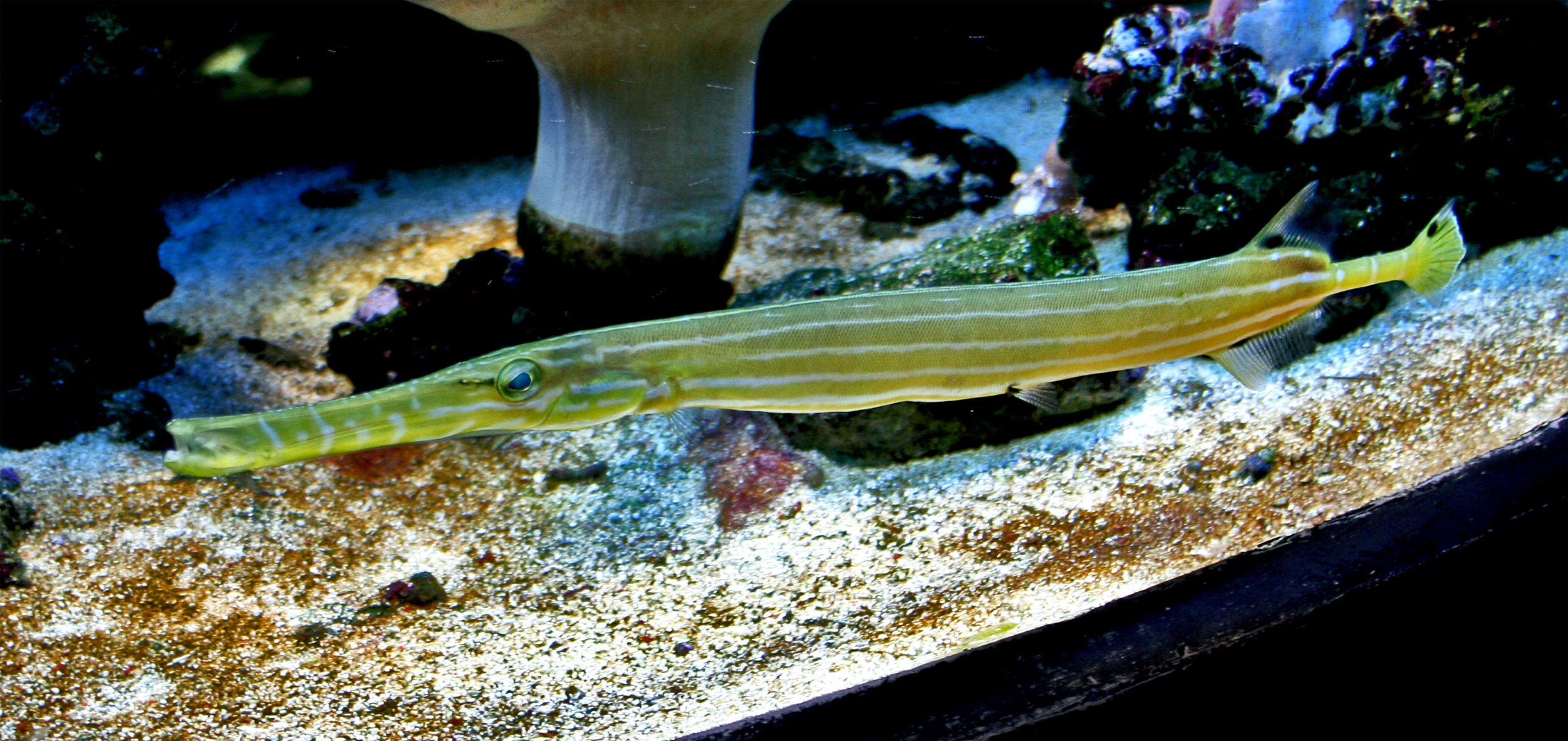
Aulostomus chinensis

## Klasyfikacja
Rodzaj zaliczany do rodziny:
- Aulostomus